# 은자 (타로)

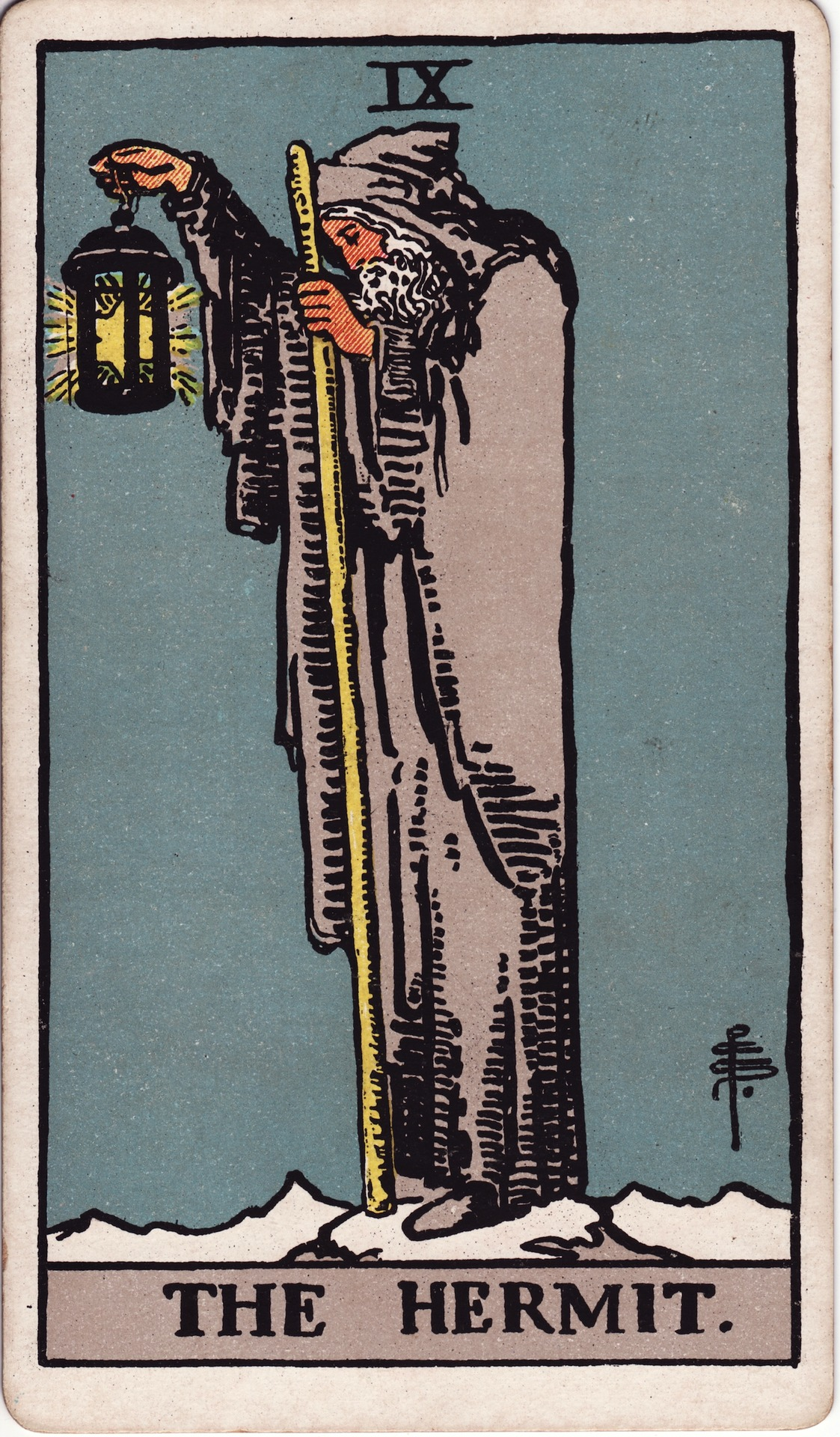
웨이트판 타로의 은자

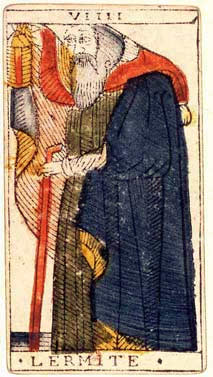
마르세유판 타로의 은자두누

은자(隠者, 프랑스어: L'Ermite)는 타로의 메이저 아르카나에 속하는 카드의 1매다. 카드 번호는 '9'.

## 카드의 의미
정위치의 의미
자기성찰, 고독, 내면의 지혜, 경험칙, 고상한 조언, 은닉, 정신, 신중, 사려깊음, 배려, 단독 행동.
역위치의 의미
폐쇄성, 음습, 소극적, 무계획, 오해, 비관적, 의혹.
아서 에드워드 웨이트의 타로 도해의 해설에서는 '심려·충고·붕괴'를 의미한다고 여겨진다.

## 카바라와의 관계
히브리 문자는 욧드(י), 다만 복수의 이설이 있다. '황금의 새벽단'의 설에서는 케세드와 티파레트의 세피라를 결합하는 경에 관련지었다.

## 점성술과의 대응
이하와 같은 제설이 있다.
- 별자리: 금우궁설, 사자궁설, 처녀궁설[1], 인마궁설, 보병궁설
- 혹성: 목성설, 토성설, 해왕성설

## 우화의 해석
노인이 가진 지팡이와 의상(특히 후드의 부분이 어릿광대를 연상시킨다)이 '바보'와 관련됐다고 생각할 수 있으며 '바보'가 목표가 없는 방랑자를 상징하는데 비해, 이 카드에 그려지는 노인은 '처음부터 방랑자'라고 해석된다. 웨이트판과 마르세유판의 양판 모두 카드의 구도가 좌측(상징 학문적으로 내면·이성·과거 등)을 특히 강조하고 있는 것, 및 그려지는 인물이 혼자서 있는 것 등에서, 자신의 내면의 과거와의 대화를 상징하며, 자라면서 행한 '복습'이나 '자습' 등 학문적 분야, '반성'이나 '고독' 등 심리적 분야의 양면으로부터 카드의 해석이 이루어지는 것이 일반적이다. 여행을 끝낸 선배로서 아직도 여행을 계속하는 후배의 '방랑자'들에게 손에 가지고 있는 등불로 '선인·현인의 인도'를 주고 있다.
웨이트판과 마르세유판을 비교해 알 수 있듯이, 22매의 메이저 아르카나 중에서 웨이트가(마술사 등과 같이) 크게 구도를 변경하지 않았던 것 중 1매이다. 주된 변경점을 든다면, 기묘한 휴대용 석유등을 가리는 인물이 후드를 쓴 선인과 같은 모습으로 구름 위(와 같은 장소)에 서있는 점과 나머지는 전체의 배색 정도이다. 이 변경은 연금술의 개조 헤르메스 토트(헤르메스 트리스메기스투스)가 모티프로 여겨지기 때문이다.